# Pokémon (anime)
Pokémon hay còn được biết với tên trong tiếng Nhật là Pocket Monsters (ポケットモンスター) là một loạt phim hoạt hình được phát sóng trên truyền hình tại Nhật Bản từ ngày 1 tháng 4 năm 1997 trên TV Tokyo. Đây là một phần của nhượng quyền thương mại truyền thông thương hiệu Pokémon, dựa trên loạt trò chơi video Pokémon của The Pokémon Company. Ở Việt Nam, một số phần series đã được công chiếu.
Các loạt phim hoạt hình Pokémon được chia thành 8 phần phát sóng liên tục ở Nhật Bản, chia ra bởi các phiên bản của loạt trò chơi video anime lấy cảm hứng từ phần Original, Ruby & Sapphire, Diamond & Pearl, Black & White, XY, Sun & Moon, Pokémon Journeys và phần mới nhất là Pokémon Horizons. Khi phát sóng quốc tế, tám phần phim này được chia thành 26 mùa riêng biệt.
4 mùa đầu tiên của phim đã sử dụng hoạt hình cel và mùa thứ năm là sử dụng hoạt hình kỹ thuật số trái ngược với hoạt hình cel, bắt đầu từ tập 263 "Nanako và Elekid!".
Loạt phim diễn ra trong một vũ trụ hư cấu. Trong thế giới này, những sinh vật sống với khả năng siêu nhiên - Pokemon.. Mọi người, được gọi là Nhà huấn luyện Pokemon, huấn luyện Pokemon chiến đấu với Pokemon của các huấn luyện viên khác: ở một mức độ nhất định, các trận chiến Pokemon giống với các cuộc thi thể thao. Các trận đánh được tổ chức cho đến khi một trong hai bên không còn khả năng thi đấu. Theo quy định, nhà huấn luyện mạnh mẽ và giàu kinh nghiệm được tôn vinh. Nhân vật chính - nhà huấn luyện Pokemon Satoshi. Cùng với Pikachu là Pokemon đầu tiên của mình chu du khắp thế giới để trở thành Bậc thầy Huấn luyện Pokémon. Cùng với những người bạn của mình trong suốt hành trình đi qua các vùng khác nhau
Bộ anime Pokémon phần lớn được cho là đã khiến anime trở nên phổ biến và quen thuộc hơn trên khắp thế giới, đặc biệt ở Hoa Kỳ, nơi hai bộ phim hoạt hình có doanh thu cao nhất đều là phim Pokémon. Đây cũng được coi là một trong những bộ anime đầu tiên trên truyền hình đạt được mức độ thành công chủ đạo này với khán giả phương Tây, cũng như được ghi nhận khiến loạt trò chơi, là nền tảng chuyển thể thành phim, đạt được mức độ như vậy về sự phổ biến, và ngược lại. Phim đã được phát sóng ở các thị trường truyền hình quốc tế, được phát sóng đồng thời ở hơn 124 quốc gia trên toàn thế giới. Bộ anime cũng được coi là bộ phim chuyển thể thành công nhất mọi thời đại, với hơn 1.000 tập. Pokémon cũng là một trong những chương trình được xem nhiều nhất trên Netflix, kể từ năm 2016.
Trong một cuộc phỏng vấn năm 2018, những người tạo ra trò chơi Thám tử Pikachu, có một Pikachu nói chuyện, đã tiết lộ rằng ý định ban đầu của anime là nói về Pokémon, nhưng OLM, Inc. không thể đưa ra một khái niệm mà Game Freak đang chấp nhận.
Phần Anime mới sắp tới sẽ không tập trung vào nhân vật Satoshi nữa mà sẽ là 2 nhân vật hoàn toàn mới được giới thiệu trong phần Anime cùng tên sẽ công chiếu vào ngày 14 tháng 4 năm 2023.

## Nội dung

### Phần đầu tiên (1997-2002)
Ở thị trấn Masara, vùng Kanto. Sau khi tròn 10 tuổi, Satoshi được phép bắt đầu hành trình của mình trong thế giới Pokémon và ước mơ trở thành Pokémon Master (Bậc Thầy Pokémon). Vào ngày cậu nhận được Pokémon đầu tiên của mình, Satoshi thức dậy muộn do đồng hồ báo thức bị cậu làm hỏng. Cậu 3 chân 4 cẳng chạy vội vã đến nhà của tiến sĩ nguyên cứu Pokémon, Giáo sư Okido, ông đã cho đi ba Pokémon khởi đầu là Fushigidane, Hitokage và Zenigame cho các Pokémon Trainer (Huấn Luyện Viên Pokémon) mới đến sớm trước và Satoshi là người đến cuối cùng nên không có 1 trong 3 con Pokémon. Pokémon duy nhất mà ông để lại là một Pikachu, ông đưa cho Satoshi. Quyết tâm thực hiện nó trên hành trình của mình, Satoshi cố gắng làm bạn với Pikachu nhưng nó không tin tưởng cậu và thậm chí không thích vào Poké Ball (hay Monster Ball), thậm chí còn tấn công Satoshi bằng sức mạnh điện của nó. Chỉ sau khi Satoshi bảo vệ Pikachu khỏi một nhóm Onisuzume tức giận, Pikachu mới nhận ra Satoshi quan tâm đến mức nào, dẫn nó đến cứu Satoshi. Sau đó, cả hai nhìn thấy một Pokémon bí ẩn và không thể nhận dạng, thúc đẩy cả hai cùng hoạt động hướng tới mục tiêu của Satoshi.
Trên đường đi, Satoshi kết bạn với nhiều người và Pokémon khi cậu phiêu lưu khắp thế giới và tham gia nhiều hội quán Pokémon để giành huy hiệu tham gia vào Pokémon League (Liên Minh Pokémon) khu vực Kanto. Satoshi đã kết bạn với huấn luyện viên Pokémon hệ nước và là một trong bốn Gym Leader (Thủ Lĩnh Hội Quán) của thành phố Hanada, Kasumi cùng với thủ lĩnh hội quán thành phố Nibi và cũng là Pokémon Breeder (Người Chăm Sóc Pokémon), Takeshi, và tất cả 3 người họ trong suốt hành trình đều gặp phải Băng Rocket có bộ ba Musashi, Kojiro và Nyasu, có kế hoạch mục tiên là đánh cắp Pikachu của Satoshi và bất kỳ Pokémon hiếm nào khác mà chúng gặp. Lần đầu tiên Satoshi tham gia vào liên minh Pokémon (Đại hội cao nguyên Seikie) và cậu chỉ dành được top 16 do con Lizardon của cậu không chịu nghe lời, cậu phải ngậm ngùi chấp nhận thất bại 1 cách cay đắng.
Khi cả nhóm đi đến Quần đảo Orange do tiến sĩ Okido nhờ nhóm Satoshi đi lấy G.S Ball về nghiên cứu, Takeshi quyết định ở lại khu nguyên cứu Pokémon của giáo sư Uchikido để Satoshi và Kasumi tiếp tục đi du hành cùng nhau. Sau một thời gian, họ gặp nhau và bắt đầu du hành cùng với 1 người khác đó là Kenji, 1 hoạ sĩ chuyên vẽ về Pokémon. Trong phần này Satoshi đã tham gia liên minh Orange và cậu đã giành được cúp vô địch và được ghi tên trên đại lộ danh vọng của quần đảo Orange. Khi họ về Thị trấn Masara ở Kanto, Kenji quyết định ở lại với Giáo sư Okido và Takeshi gia nhập lại nhóm. Sau đó, bộ ba tiếp tục lên đường đến vùng Johto.
Ở vùng Johto, Satoshi vẫn đi thách đấu hội quán để giành huy hiệu tham gia liên minh Johto (Đại hội Bạch Ngân). Satoshi rất cố gắng và trải qua gian nan để giành đủ 8 huy hiệu, cậu đã xuất sắc đánh bại đối thủ truyền kiếp của mình, Shigeru Okido ở vòng top 16, nhưng cậu phải dừng lại ở top 8 khi đối thủ của cậu có Pokemon mà cậu chưa thấy bao giờ. Cuối cuộc hành trình, 3 người bạn đã chia tay nhau mỗi người 1 nơi và đi về nhà của mỗi người, Satoshi đã bật khóc khi chia tay 2 người bạn đi cùng mình qua bao năm tháng và cũng không quên cảm ơn 2 người. Kasumi trở lại thành phố Hanada ở Kanto, tiếp tục làm Thủ lĩnh Hội Quán của thành phố Hanada. Takeshi về lại thành phố Nibi còn Satoshi về thị trấn Masara. Khi đang đứng trên 1 cái cây ngắm cảnh, Satoshi và Pikachu nhìn thấy Ho-oh Pokémon bí ẩn mà lần đầu Satoshi gặp lúc bắt đầu cuộc hành trình, nó bay qua Satoshi và Pikachu hướng phía Tây-Nam, đó là hướng tới vùng Hoenn mà Satoshi được 1 người bạn giới thiệu để đi khám phá. Satoshi thấy vậy liền quyết định tiếp tục chuyến du hành hướng tới vùng Hoenn để tiếp tục ước mơ còn dang dở.
Phần phim này từng được Công ty Điện ảnh TPHCM và Hãng phim Phương Nam mua gián tiếp phim từ Đài Loan (do phim có phụ đề chữ Hán tiếng Trung) để thuyết minh tiếng Việt và phát hành dưới 2 định dạng là VHS và VCD.

### Phần Advanced Generation (2002-2006)
Takeshi theo Satoshi đến vùng Hoenn, Satoshi gặp thêm những người bạn đồng hành mới là Pokémon Coordinator (Điều phối viên Pokémon) Haruka và em trai Masato, họ cùng nhau đi du hành và đối đầu với các đối thủ là những nhân vật phải diện, Băng Magma và Băng Aqua. Tại Hoenn, Satoshi cũng đi thách đấu các hội quán để tham gia liên minh Hoen (Đại hội Saiyu). Không như ở vùng trước Satoshi quyết định chỉ dùng những Pokémon mà cậu thu phục ở vùng Hoen thi đấu giải lần này, tuy vậy Satoshi vẫn phải dừng chân ở top 8 của giải đấu này. Phần phim này cũng Satoshi phải nhường 1 phần đất diễn cho Haruka, cô cũng rất xuất sắc khi giành được 5 huy hiệu của Pokémon Contest, tuy vậy cô không được may mắn lắm khi tham gia vào đại hội Grand vì cô cũng phải dừng chân ở top 8 giống với Satoshi.
Khi đang trên đường đi về thị trấn Masara, Satoshi bắt gặp 1 người tên là Inishida, anh ấy muốn mời cậu tham gia vào các trận đấu của Battle Frontier. Satoshi không ngần ngại liền đồng ý luôn cùng với Takeshi và 2 chị em Haruka và Masato vừa mới sang Kanto họ cùng nhau đi chinh phục Battle Frontier và Haruka chinh phục Pokémon Contest để tham gia vào đại hội Grand ở vùng này. Tuy các Frontier Brain rất mạnh nhưng không thể nào cản bước được Satoshi cho đến khi cậu đấu với Frontier Brain cuối cùng là Jindai được mệnh danh là Pharaon của Battle Pyramid, cậu đã đấu với ông ấy tật 3 lần mà phải đến lần thứ 3 thì Satoshi mới dành chiến thắng. Cuối cùng Satoshi cũng chinh phục hết Battle Frontier và vinh dự được trở thành một Frontier Brain nhưng cậu từ chối danh hiệu đó vì cậu vẫn muốn đi du hành tiếp, tới những vùng đất khác và gặp những Pokémon mà cậu chưa từng biết để tiếp bước ước mơ trở thành bậc thầy Pokémon của cậu. Cuối cuộc hành trình ở Kanto, 2 chị em Haruka và Masato tạm biệt Satoshi và Takeshi để chở về Hoenn. Satoshi và Takeshi cũng tạm biệt nhau, Takeshi về thành phố Nibi còn Satoshi về lại thị trấn Masara để chuẩn bị cho chuyến hành trình tiếp theo.

### Phần Diamond & Pearl (2006-2010)
Sau khi trở về thị trấn Masara vùng Kanto, Satoshi đã gặp và chiến đấu với đối thủ truyền kiếp của mình, Shigeru Okido. Sau khi nhìn thấy Elekible, một Pokémon tới từ vùng Sinnoh mà cậu chưa từng thấy trước đây nên Satoshi đã thua, Satoshi quyết định du hành đến vùng Sinnoh. Tại đây Satoshi đi du hành tiếp cùng Takeshi (đây là lần du hành cuối cùng vì Takeshi có định hướng mới) đến Vùng Sinnoh. Satoshi và Takeshi gặp người bạn mới ở vùng đất này, Hikari  cũng là một Điều phối viên Pokémon, cô cũng đồng ý đi cùng 2 người họ khi khám phá vùng Sinnoh, họ đã gặp 1 team phản diện mới mà họ cần đánh bại Akagi và Băng Galactic của hắn ta. Ở vùng này Satoshi tham gia vào (Đại hội Suzuran) liên minh Sinnoh, lần đầu tiên Satoshi lọi vào top 4 khi suất sắc đánh bại đối thủ khá nặng kí là Shinji và cũng chỉ dừng ở top 4 khi gặp phải 1 đối thủ còn kinh khủng hơn khi anh ta sử dụng Darkrai và Latios đều là những Pokémon huyền thoại. Hikari ở phần này cũng rất xuất sắc khi vào đến vòng chung kết của đại hội Grand nhưng rất tiếc khi cô không thể giành chức vô địch của đại hội. Sau khi giải đấu kết thúc, Satoshi và Takeshi tạm biệt Hikari và vùng Sinnoh để quay về vùng Kanto, lần này Takeshi đã quyết định mình sẽ trở thành Pokémon Doctor (Bác sĩ Pokémon), Satoshi thì vẫn vậy cố gắng một ngày trở thành một Bậc Thầy Pokemon. Cũng giống như lần trước hai người chia tay nhau Takeshi về thành phố Nibi còn Satoshi về thị trấn Masara.

### Phần Black & White (2010-2013)
Mẹ của Satoshi, bà Hanako và Giáo sư Okido đưa Satoshi đi nghỉ ở vùng Isshu (bản tiếng Anh là vùng Unova) xa xôi, nơi cậu gặp và đi du hành cùng với Nhà huấn luyện chuyên về hệ Rồng, Iris và một trong những người lãnh đạo Nhà thi đấu đầu tiên ở vùng Isshu ở Thành phố Sanyou, Nhà thẩm định/đánh giá Pokémon, và đôi khi là thám tử, Dento . Trong cuộc hành trình của mình, họ phát hiện ra các kế hoạch xấu xa của Băng Plasma, một tổ chức tội phạm muốn giải phóng Pokémon khỏi quyền sở hữu của mọi người để họ có thể thống trị thế giới mà không bị ảnh hưởng bởi bất kì điều gì. Sau khi giành được tất cả tám huy hiệu hội quán vùng Isshu, Satoshi, Iris và Dento đi khắp phía đông của Isshu để chuẩn bị cho Giải Liên Minh Pokémon vùng Isshu, sau đó họ gặp N. Sau khi Giải Liên Minh kết thúc và họ có công trong việc đánh bại team Plasma. Satoshi, Iris và Dento đi qua Quần đảo Decolore, khi Satoshi đang trên đường trở về Thị trấn Masara cậu gặp phóng viên điều tra Pansy đến từ Vùng Kalos xa xôi. Sau khi trở về Kanto, Iris và Dento tới Johto trong khi Satoshi và chị Pansy về thị trấn Masara vùng Kanto, Satoshi về nhà cậu còn Pansy đi gặp giáo sư Okido. Khi Satoshi gặp chị Pansy để hỏi về vùng Kalos cậu đã quyết định luôn sẽ tiếp đến vùng Kalos để gặp gỡ nhiều Pokémon mà cậu chưa từng biết tới. Mẹ cậu và giáo sư đều luôn ủng hộ cậu hết mình vì "con trai thì phải có trí lớn" mẹ của Satoshi nói vậy. Sáng hôm sau cậu nhận hành trang mới từ mẹ rồi cùng Pansy lên chuyến bay đi tới vùng Kalos.

### Phần XY & XYZ (2013-2016)
Satoshi và Pansy đến vùng Kalos và Satoshi rất muốn bắt đầu kiếm huy hiệu thủ lĩnh nhà thi đấu cho mình. Nhưng sau khi Pansy thông báo cho Satoshi rằng em gái của cô, một thủ lĩnh nhà thi đấu hiện đang vắng mặt, Satoshi đi đến Thành phố Miare, nơi anh gặp thiên tài Shitoron (Citron) và em gái Yurika (Eureka), thực tế không biết rằng Shitoron thực tế là Thủ lĩnh hội quán Thành phố Miare - một sự thật cậu cố gắng hết sức để che giấu. Satoshi cũng tái hợp với Serena, một cô gái đến từ Thị trấn Asame mà Satoshi đã gặp trong thời thơ ấu tại Trại hè của Giáo sư Okido ở Thị trấn Masara. Trong thời gian đó, cậu đã giúp cô trong một tình huống khó khăn và cô đã có tình cảm với Satoshi kể từ thời điểm đó. Sau khi đi cùng với nhau qua nhiều hội quán và khi đến hội quán thứ 7 - hội quán Hyakoku và nghe được lời tiên tri của thủ lĩnh hội quán - Gojika về một thảm họa ở Kalos mà cậu sẽ tham gia đồng thời nói về tương lai của Gekogashira. Tiếp tục cuộc hành trình tiến tới Giải Liên Minh Kalos của Satoshi. Trên đường đi, nhóm của cậu gặp được một Pokémon kì lạ chưa từng được thấy trong Pokedex. Họ đặt tên cho Pokémon lạ đó là Puni và để nó cùng nhóm Satoshi tiếp tục cuộc hành trình. Nhưng họ không biết rằng Puni là một trong 2 lõi của một Pokémon huyền thoại Zygarde - Pokémon bảo vệ trật tự của vùng Kalos. Đồng thời lõi còn lại của Zygarde đang bị Băng Flare (hay Băng Ánh Lửa) truy bắt để thực hiện âm mưu của chúng. Trên đường đi, Nhóm Satoshi đã giúp đánh bại nhóm phản loạn phá hủy làng ninja tiếp tục lên đường đến ngôi làng của ninja. Cũng vào thời điểm đó, Gekkogashira của Satoshi tiến hóa thành Gekkouga, đồng thời xuất hiện hình dạng khác. Sau đó rời làng và tiếp tục lên đường đến hội quán thứ 8 và đồng thời tìm cách kiểm soát hình dạng mới của Gekkouga. Sau khi đến Nhà thi đấu thứ 8, Satoshi đã để thua một lần và sau đó họ đã hoàn toàn kiểm soát được trạng thái của Gekkouga và gọi là Satoshi-Gekkouga và chiến thắng hội quán lấy huy hiệu cuối cùng. Đến Giải Liên Minh Kalos (Đại Hội Miare), bằng sự xuất sắc của các Pokémon, Satoshi đã tiến đến vòng chung kết nhưng đã để thua Alan. Cùng lúc đó, kế hoạch của Băng Ánh Lửa bắt đầu, chúng điều khiển hai lõi Zygarde, phá hủy Thành phố Miare, đồng thời tạo ra một tượng đá tiến đến đồng hồ mặt trời để phá hủy thế giới. Nhóm của Satoshi cùng với các Thủ lĩnh Nhà Thi đấu, Alan, nhà vô địch và những người khác đã chống lại âm mưu xấu xa của Băng Ánh Lửa và đã giành chiến thắng. Cuối cùng Satoshi chia tay bạn bè ở vùng Kalos và trở lại thị trấn Masara.

### Phần Sun & Moon (2016-2019)
Trong Phần Sun & Moon, Mẹ của Satoshi trúng giải đặc biệt là chuyến đi du lịch đến quần đảo Alola. Trong khi bà Hanako và Satoshi đang đi nghỉ ở vùng Alola này thì Satoshi gặp Kapu-Kokeko. Pokémon bảo vệ của Đảo Melemele, đã tặng cậu chiếc Vòng Tuyệt Kỹ Z, một thiết bị, khi được ghép nối với một viên pha lê đặc biệt, cho phép Pokémon giải phóng sức mạnh khủng khiếp khi được kết hợp với người huấn luyện của nó. Điều này dẫn cậu đến Alola và ghi danh vào trường Pokémon địa phương. Khi anh quyết định thực hiện các Thử Thách Đảo cần thiết để làm chủ sức mạnh của Tuyệt Kỹ Z, với các bạn cùng lớp mới của Satoshi là Suiren, Mao, Lilie, Mamane và Kaki quyết định đồng hành cùng cậu, đồng thời theo đuổi mục tiêu của riêng họ. Băng Hỏa Tiễn cũng ở Quần đảo Alola, với Kojiro đóng vai trò quyết định và giống lãnh đạo hơn so với loạt phim trước. Một kết cục đang diễn ra là họ đã trở thành "con nuôi" bởi một con Pokémon (Kiteruguma) và mang họ trở lại hang của nó ngay khi họ bị đánh bại, thay vì kết cục "bay nổ tung" truyền thống. Tại Alola thì không có liên minh Pokémon nhưng Giáo sư Kukui khao khát muốn được tổ chức liên minh Alola và lần đầu tiên Satoshi giành được chức vô định khi lần đầu vùng Alola tổ chức liên minh Pokémon. Sau khi kết thúc giải đấu thì nhóm bạn chia sẻ những ước mơ của mình, Satoshi cũng vậy cậu nói rằng mình sẽ trở thành bậc thầy Pokémon và cậu sẽ trở về thị trấn Masara, mọi người tuy rất buồn nhưng họ đều tôn trọng quyết định của cậu. Khi máy bay cất cánh để bay về vùng Kanto thì nhóm bạn đã bay theo cùng với Pokémon của cậu ở vùng này để chào tạm biệt cậu, lần này Satoshi đã rơi nước mắt cậu vô cùng xúc động khi mọi người tiễn biệt cậu và không quên nói lời chào tạm biệt.

### Phần Pocket Monsters / Journeys (2019-2023)
Mùa anime mới hiện tại không tập trung bối cảnh vào bất kỳ một vùng cụ thể nào, và Satoshi cùng với Pikachu đi đến nhiều khu vực, bao gồm cả vùng Galar, bối cảnh của trò chơi Pokémon Sword và Shield. Đi cùng Satoshi là một cậu bé tên là Go sau khi cùng nhau gặp mặt tại lưng của Lugia . Trong đó, Satoshi đã thu phục Pokémon Á Thần cho riêng mình, Kairyuu. Mục tiêu của Satoshi mùa này là có thể đấu với Dande, nhà vô địch của vùng Galar và cũng là nhà vô địch mạnh nhất thế giới. Trong giải đấu Master Eight, Satoshi đã rất xuất sắc đánh bại Daigo Tsuwabuki  - Nhà vô địch vùng Hoenn, Shirona - Nhà vô địch vùng Sinnoh và Dande và giành được quán quân của giải vô địch thế giới.
Sau khi Satoshi trở thành tân nhà vô địch thì cậu có gặp lại Go và Koharu , họ rủ nhau đi cắm trại và lúc này đây Satoshi lại ra 1 quyết định là sẽ đi du hành tiếp để tìm ra câu trả lời cho việc trở thành bậc thầy Pokémon. Satoshi nói xong thì Go liền bật dậy và khóc vì không chấp nhận việc mình sẽ phải chia tay Satoshi nên cậu đã bỏ chạy đi để Satoshi và Koharu ngơ ngác nhìn nhau, Koharu bảo Satoshi chạy theo đi tìm Go. Khi Satoshi tìm đến nơi thì cả 2 gặp lại Lugia mà trước đó 2 người từng cưỡi trên lưng và quen biết đến nhau, trên lưng của Lugia thì Go đã bình tĩnh trở lại để nói lên nỗi niềm của mình cho Satoshi biết và cậu cũng muốn đi du hành giống như Satoshi. Sáng hôm sau, Satoshi và Go rời viện nghiên cứu và tạm biệt mọi người ở đó, đi đến ngã 3 đường thì cả 2 phải chia tay nhau tại đây mỗi người 1 đường đi, để hướng tới những ước mơ của riêng họ.

### Mục tiêu trở thành Bậc Thầy Pokémon (2023)
Là series 11 tập hành trình trở thành Bậc Thầy Pokémon của Satoshi. Là phần phim kỷ niệm 25 năm và tri ân Satoshi khi mà phần phim này sẽ là phần cuối cùng cậu đảm nhiệm với vai trò là nhân vật chính của cả dòng phim. Sau khi chia tay Go và trở thành nhà vô địch thế giới, Satoshi tiếp tục đi du hành cùng với Pikachu để tìm ra đáp án về việc trở thành Bậc Thầy Pokémon của cậu. Satoshi đã gặp lại 2 người bạn đầu tiên đi du hành cùng cậu là Kasumi và Takeshi. Họ cùng nhau đi du hành đến những địa điểm ngẫu nhiên mà không cần mục đích cụ thể.
Khi hành trình cùng 2 người bạn kết thúc, Satoshi về lại nhà ở thị trấn Masara. Lần này cậu sẽ ở lại vài ngày cùng với mẹ để dự định cho mục tiêu mới. Lúc Satoshi đi tìm Hitokage cho Giáo sư Okido thì cậu gặp lại Shigeru Okido, Shigeru hỏi Satoshi việc đạt được danh hiệu nhà vô địch thì việc trở thành Bậc Thầy Pokémon đã gần được hay chưa. Sau khi nghe câu hỏi này liền thẫn thờ đứng yên tại chỗ. Khi đang nằm trên 1 bãi cỏ, Satoshi luôn nghĩ đến câu hỏi của Shigeru, tự nhiên lúc này trời đổ mưa khiến Satoshi và Pikachu chạy vào gốc cây để tránh mưa. Lúc này đây Satoshi mới nói cho Pikachu biết việc trở thành nhà vô địch thế giới không phải mục tiêu chính, cậu luôn muốn gặp tất cả các Pokémon trên thế giới này và kết bạn với tất cả chúng, đó mới là mục tiêu trở thành Bậc Thầy Pokémon mà cậu theo đuổi. Sáng hôm sau, cậu thay đôi giày mà mẹ cậu đưa trước đó đi du hành tiếp, đi tìm mục đích mà cậu luôn hằng ao ước trở thành.

### Phần Pocket Monsters / Horizons (2023-)
Tạm biệt Satoshi và Pikachu ta sẽ được gặp nhân vật chính mới là Liko, 1 cô bé xuất thân từ thị trấn Kosaji, vùng Paldea. Liko được ba mẹ định hướng tới học viện Seikei, vùng Kanto mà trước đó ba mẹ của Liko học ở đây, Liko có 1 sợi dây chuyền kì lạ được tặc bởi bà của cô, cũng như bao người khác khi 10 tuổi được trở thành Huấn Luyện Viên Pokémon, Liko được nhận 1 Pokémon đồng hành đó là Nyahoja. Trong phần này phản diện không phải là băng Rocket nữa mà là băng Explorers có mục tiêu là cách cướp sợi dây chuyền mà Liko đang đeo trên cổ.

## Chuyển thể

### Pokémon Chronicles
Pokémon Chronicles là chương trình được tạo bởi 4Kids, được sử dụng cho một bộ sưu tập một số sản phẩm đặc biệt chưa được phát hành, được phát sóng lần đầu tiên bằng tiếng Anh từ tháng 5 đến tháng 10 năm 2005 tại Anh và ở Mỹ từ tháng 6 đến tháng 11 năm 2006. Đại đa số các tập Chronicles được lấy từ những gì đã được biết đến tại Nhật Bản như Pocket Monsters Side Stories (ポケットモンスターサイドストーリーPoketto Monsutā Saido Sutōrī), được phát sóng như là một phần của Weekly Pokémon Broadcasting Station. Các phần còn lại của Biên niên sử bao gồm một chương trình truyền hình đặc biệt có tên Truyền thuyết về sấm sét (The Legend of Thunder) và các phần trong Kỳ nghỉ mùa đông của Pikachu (Pikachu's Winter Vacation), ban đầu được phát hành qua Video.

## Chương trình phát ở Nhật Bản

### Weekly Pokémon Broadcasting Station
Weekly Pokémon Broadcasting Station (週刊 ポ ケShūkan Pokemon Hōsōkyoku) là một loạt spin-off có liên quan chặt chẽ được phát sóng với phần đầu của Pokémon: Advanced Generation. Chương trình được giới thiệu dưới dạng một chương trình truyền hình hoạt hình, và chiếu các chương trình clip, chạy lại các tập phim Pokémon, phát sóng truyền hình về các bộ phim Pokémon, phỏng vấn diễn viên và các cảnh quay hành động trực tiếp, bên cạnh các tập phim Pokémon Side Story đã đề cập trước đó. Đội chủ nhà là Mayumi Iizuka trong vai Kasumi (Misty) và Yūji Ueda trong vai Takeshi (Brock). Chương trình thường xuyên có sự tham gia bởi Kaba-chan, Manami Aihara, Bernard Ackah và Rex Jones trong vai nhóm hài kịch "Shio Koshō", Megumi Hayashibara vai Musashi (Jessie), Shin-ichiro Miki vai Kojirō (James), và Inuko Inuyama trong vai Nyarth (Meowth). Chương trình diễn ra từ ngày 15 tháng 10 năm 2002 đến ngày 28 tháng 9 năm 2004 trước khi được thay thế bằng Pokémon Sunday.

### Pokémon Sunday
Pokémon Sunday (ポケモン☆サンデーPokemon Sande) đã được phát sóng trên TV Tokyo từ ngày 03 tháng 10 năm 2004, đến tháng 26, 2010. Là chương trình thay thế cho Pocket Monsters Encore và Weekly Pokémon Broadcasting Station. Giống như các chương trình trước đó, Pokémon Sunday là chương trình tạp kỹ có sự xuất hiện của các tập phim cũ cũng như một số tập phim 'Nghiên cứu' liên quan đến các yếu tố hành động trực tiếp. Chương trình có sự tham gia của Golgo Matsumoto và Red Yoshida của TIM; Hiroshi Yamamoto, Ryūji Akiyama và Hiroyuki Baba của Robert; Becky (đến tháng 9 năm 2006) và Shoko Nakagawa (bắt đầu từ tháng 10 năm 2006).

### Pokémon Smash!
Pokémon Smash! (ケモンスシPokemon ! Pokemon Sumasshu!) Là chương trình thay thế cho loạt trò chơi Pokémon Sunday. Được phát sóng từ ngày 3 tháng 10 năm 2010 đến ngày 28 tháng 9 năm 2013. Giống như các chương trình trước đó, Pokémon Smash! là một chương trình tạp kỹ có các phân đoạn hành động trực tiếp và chạy lại các tập phim hoạt hình cũ. Bài hát chủ đề là "Chiến binh bất tận" của AAA. Có sự tham gia của Golgo Matsumoto và Red Yoshida của TIM; Shoko Nakagawa; và Hiroshi Yamamoto, Ryūji Akiyama và Hiroyuki Baba của Robert.

### Pokémon Get TV
Pokémon Get TV (ケモット ☆ TV Pokemon Getto Terebi) là chương trình thay thế cho Pokémon Smash!, được công chiếu vào ngày 6 tháng 10 năm 2013. Shoko Nakagawa vẫn là người dẫn chương trình, có sự tham gia của Yukito Nishii và đội hài kịch Taka và Toshi. Giống như các chương trình trước đó, đây là một chương trình tạp kỹ có sự xuất hiện của các tập phim hoạt hình trước đó và các phân đoạn hành động trực tiếp đặc biệt.

### Pokénchi
Meet Up at the Pokémon House? (ポケモンの家あつまる？ Pokémon no Uchi Atsumaru?). Thường được gọi là Pokénchi (tiếng Nhật: ポケんち) hoặc Pokémon House (tiếng Nhật:ポケモンの家), là chương trình thay thế cho Pokémon Get TV đã được trình chiếu vào ngày 4 tháng 10 năm 2015. Chương trình có sự tham gia của Shōko Nakagawa, Otani Rinka, Hyadain và Abareru-kun. Tương tự các chương trình trước đó, đây là một chương trình tạp kỹ có sự xuất hiện của các tập phim hoạt hình trước đó và các phân đoạn hành động trực tiếp đặc biệt.

## Công chiếu và sản xuất

Áp phích quảng bá xê-ri Pocket Monsters vào năm 1997 tại Nhật Bản.

Pokémon được phát sóng tại Nhật Bản trên kênh TX Network đầu tiên vào tối thứ Năm; sau đó được phát sóng trên khắp các đài truyền hình lớn khác của Nhật Bản (All-Nippon News Network, Fuji Network System, Nippon Television Network System) trên các đài phát sóng địa phương cũng như trên các mạng truyền hình vệ tinh và cáp riêng với độ trễ khác nhau. Việc sản xuất tại Nhật Bản được xử lý bởi TV Tokyo, Medianet (trước đây là Softx) và ShoPro. Kunihiko Yuyama đã từng là giám đốc của bộ truyện kể từ mùa đầu tiên. Phần mới nhất, Pokémon: Sun and Moon, bắt đầu phát sóng tại Nhật Bản vào ngày 17 tháng 11 năm 2016, với Tetsuo Yajima làm đạo diễn và Atsuhiro Tomioka làm biên kịch chính. Pocket Monsters đã được phát sóng dưới tiêu đề ban đầu và năm phụ đề nằm dưới tiêu đề, với các phiên bản phụ đề biểu thị mỗi mùa khác nhau để phù hợp với các phiên bản khác nhau của trò chơi video, thay vì được chia thành các mùa rõ rệt (thay đổi theo mùa là thường được biểu thị bằng một thay đổi trong các bài hát chủ đề, nhưng tiêu đề không bao giờ thay đổi). Mùa thứ 8 và mới nhất được phát sóng là Pocket Monsters (ケットモンター). Khi phát sóng quốc tế, các tập của Pokémon đã được chia thành các phần nhỏ hơn cho các bản phát sóng quốc tế, chạy theo một số tập nhấn định cho mỗi phần cố định, sử dụng một đoạn mở đầu cụ thể cho mỗi phần mới và phụ đề mới. Mùa quốc tế mới nhất hiện tại là mùa thứ 26, Pokémon Horizons: The Series
Trên Quốc tế, The Pokémon Company International xử lý việc sản xuất và phân phối phim, với DuArt Film và Video. Anime hiện đang phát sóng ở 169 quốc gia khác nhau. Tại Hoa Kỳ, các tập mới được phát sóng đầu tiên trên Disney XD, kênh này cũng có quyền phát sóng các tập trước và các bộ phim ở Hoa Kỳ. Các tập cũng đã được phát sóng trước đó trong khu vực, và trên Kids 'WB  và Cartoon Network.
Các kênh Disney XD ở Vương quốc Anh và Ireland, Khu vực châu Âu xử lý phát sóng trên khắp châu Âu. Tại Anh, nó cũng được phát sóng trên Sky 1, ITV, ITV4, Cartoon Network và Toonami, CITV, Pop, Pop Max và GMTV. Trên ITV, ban đầu nó được phát sóng như một phần của Ant & Dec show SMTV Live, mà đặc trưng "PokéRap" và "Pokéfight" phác thảo. Bên cạnh Disney XD, phim cũng phát sóng ở Đức trên Nickelodeon và ProSieben Maxx, ở Bỉ trên vtmKzoom và Kadet. Tại Canada, bộ phim đã được phát sóng trên YTV trong hơn 16 năm. Sau khi phát sóng một phần của Mùa XY, vào năm 2014, phim chuyển đến phát sóng trên Teletoon.
Ở Úc, phim hiện đang được phát trên 9Go!, bắt đầu vào ngày 4 tháng 12 năm 2016 phát sóng phần Pokémon XY và từ ngày 9 tháng 2 năm 2017 phát lại phần này và tất cả các tập mới của Pokémon: Sun and Moon được công chiếu từ ngày 17 tháng 7 năm 2017 trở đi. Phim này trước đây được chiếu trên Network Ten từ ngày 5 tháng 10 năm 1998 đến ngày 22 tháng 2 năm 2012 và sau đó được chuyển sang kênh kỹ thuật số Eleven từ ngày 27 tháng 2 năm 2012 cho đến ngày 30 tháng 4 năm 2018, On Pay TV, Chương trình này được chiếu trên Cartoon Network vào năm 2000 cho đến đầu năm 2016 sau đó chuyển sang Boomerang chỉ để phát sóng phần Pokémon XY: Kalos Quest và từ ngày 2 tháng 7 năm 2018, phim chuyển sang phát sóng trên Disney XD cho đến ngày 6 tháng 1 năm 2019 sau đó chuyển sang Disney Channel. Phim được cấp phép phát sóng bởi Beyond Home Entertainment.
Khi bắt đầu phát sóng tại Hoa Kỳ, phim đã được cấp phép bởi 4Kids Entertainment, được sản xuất bởi 4Kids Productions và được cung cấp bởi The Summit Media Group Pokémon được phân phối trên VHS và DVD bởi Pioneer Entertainment, đã bán được 25 triệu đĩa vào năm 2000. trong mùa thứ chín, sau khi thương hiệu WB đã không còn tồn tại, Việc phát hành và sản xuất phim Pokémon được tiếp quản bởi The Pokémon Company và TAJ Productions. Sau khi phần thứ mười và mười một được phát hành, DuArt đã tiếp quản các phần sau này.
Ở Ý, phim được phát sóng trên Italia 1, Jetix, K2 và Disney XD. Ở Romani, phim phát sóng đã có trên ProTV,TVR1, Jetix, Disney Channel và Megamax..
Pokémon ở Ấn Độ được phát sóng bởi Hungama TV. Các phần Pokémon anime có 96,9 triệu người xem ở quốc gia này, trong đó có 32,9 triệu người xem đang ở trong độ tuổi từ 4-14, là một trong số những chương trình được xem và đánh giá cao hàng đầu ở quốc gia này.
Tại Trung Quốc, phim đã được phát hành với tên tiếng phổ thông trên một số nền tảng phát trực tuyến. Tập đầu tiên đã được xem hơn 200 triệu lần trên Tencent Video, và hơn 20 triệu lần trên Youku. Trên iQiyi, mùa thứ tư đã được theo dõi hơn 800 triệu lần.
Các phim hoạt hình Pokémon có sẵn trên Netflix ở 216 quốc gia và khu vực các nước có lồng tiếng và phụ đề khác nhau; tất cả các quốc gia có ít nhất bản tiếng Anh. Pokémon là một trong những chương trình được xem nhiều nhất trên Netflix, kể từ năm 2016. Phim cũng có sẵn trên Hulu ở Hoa Kỳ và Nhật Bản và Amazon Video ở Hoa Kỳ, Vương quốc Anh, Nhật Bản, Đức và Áo. Phim cũng có sẵn miễn phí thông qua ứng dụng Pokémon TV cho iOS, Android và Amazon Kindle Fire. Gần như toàn bộ bộ sưu tập các mùa và phim có sẵn thông qua DisneyNOW ở Mỹ. Một số lượng nội dung hạn chế có sẵn với các thẻ hệ thống thư viện công cộng được chọn thông qua ứng dụng và trang web của hoopla.
Trong thập niên 2000, xê-ri được trình chiếu tại Việt Nam trên kênh VTV3. Đồng thời, Phương Nam Film (PNF) cũng cho phát hành từ phần đầu tiên đến tập 88 phần Advanced Generation dưới dạng VCD mang tên Bửu bối thần kỳ dưới hình thức thuyết minh. Trong những năm 2014–2015, HTV3 và VTV2 mua bản quyền phát sóng với phần Best Wishes và XY dưới hình thức lồng tiếng Việt. Lúc này, tên của các nhân vật và các địa danh cùng với tên của các pokémon được đổi lại so với tên gốc theo tiếng Nhật sau khi Việt Nam tham gia vào Công ước Bern kể từ ngày 26 tháng 10 năm 2004. Tuy nhiên cả hai kênh đều chưa phát sóng hoàn chỉnh đầy đủ các tập trong xê-ri mà dừng lại sau vài mùa phát sóng. Mãi đến 2017, POPS Worldwide cho tiến hành mua bản quyền phát hành trên nền tảng kĩ thuật số thì các tập còn lại mới được ra mắt đầy đủ. Bên cạnh đó một vài tập của Sun & Moon cũng được phát hành trên nền tảng kĩ thuật số bởi POPS Worldwide. Tháng 5 năm 2019, phần đầu tiên của xê-ri cũng được mua bản quyền phát hành bởi POPS Worldwide với phiên bản lồng tiếng Việt thay cho thuyết minh chục năm trước đó. Các tập này ngay sau đó được trình chiếu lại trên kênh truyền hình SeeTV-SCTV3. Đơn vị cấp phép cho xê-ri Pokémon là GoGo Entertainment. Ngày 23 tháng 10 năm 2021, POPS Worldwide tiếp tục mua bản quyền Pokémon Journeys: The Series và phát sóng trên ứng dụng POPS.

### Đặc biệt
Ngoài các phần phim chính và các bộ phim chủ đề dài, phim cũng có một số tập phim đặc biệt và phim ngắn truyền hình dài khác nhau. Nhiều trong số những tập đặc biệt này xoay quanh Pokémon huyền thoại hoặc một hoặc nhiều nhân vật chính tách biệt với dàn nhân vật chính trong loạt phim chính, được thực hiện lẻ tẻ thường phát sóng dưới dạng các tập đặc biệt.
| J#  | Tên tập phim | Ngày phát sóng gốc               |
| --- | --- | -------------------------------- |
| SP  | Anime: Pocket Monster Problem Inspection Report (アニメ ポケットモンスター問題検証報告 Anime Poketto Monsutā Mondai Kenshō Hōkoku)                                                                              | Ngày 11 tháng 4 năm 1998         |
| 56  | Fierce Fighting! Pokémon Girls' Festival (げきとう！ポケモンひなまつり Gekitou! Pokemon hina-matsuri) | Ngày 9 tháng 7 năm 1998          |
| 57  | It's Children's Day! All Assemble! (こどものひだよ！ぜんいんしゅうごう！ Kodomo no Hi da-yo! Zenin shuugou!) | Ngày 9 tháng 7 năm 1998          |
| 65  | Rougela's Christmas (ルージュラのクリスマス Rūjura no Kurisumasu) | Ngày 5 tháng 10 năm 1998         |
| 66  | Iwark as a Bivouac (イワークでビバーク Iwāku de Bibāku) | Ngày 5 tháng 10 năm 1998         |
| S1  | Một ngày của Yadoking (ヤドキングのいちにち Yadokingu no Ichinichi) | Ngày 1 tháng 1 năm 2000          |
| S2  | Pichu Bros. Wild Adventure (ピチューの兄弟の野生の冒険 Pichū no Kyōdai no Yasei no Bōken) | Ngày 18 tháng 7 năm 2003         |
| S4  | Pokémon Mystery Dungeon: Đội giải cứu Pokemon Ganbarus! (ポケモン不思議のダンジョン 出動ポケモン救助隊ガンバルズ! Pokémon Fushigi no Danjon Shutsudō Pokémon Kyūjotai Ganbaruzu)                                | Ngày 23 tháng 3 năm 2007         |
| S5  | Pokémon Mystery Dungeon: Thám hiểm thời gian và bóng tối (ポケモン不思議のダンジョン 時の探検隊·闇の探検隊 Pokémon Fushigi no Danjon Toki no Tankentai – Yami no Tankentai)                                     | Ngày 9 tháng 9 năm 2007          |
| S6  | Pokémon Mystery Dungeon: Những người thám hiểm bầu trời (ポケモン不思議のダンジョン 空の探検隊 ～時と闇をめぐる最後の冒険～ Pokémon Fushigi no Danjon Sora no Tankentai ~Toki to Yami o Meguru Saigo no Bōken~) | Ngày 12 tháng 4 năm 2009         |
| S7  | Pokémon Ranger: Dấu vết của ánh sáng (ポケモンレンジャー 光の軌跡 Pokémon Renjā Hikari no Kiseki) | 28 tháng 2 và 7 tháng 3 năm 2010 |
| S3  | Truyền thuyết về sấm sét (ライコウ 雷の伝説 Raikou – Ikazuchi no Densetsu) | Ngày 30 tháng 12 năm 2001        |
| WV5 | Delibird's Present (デリバードのプレゼント Deribādo no Purezento) | Ngày 22 tháng 12 năm 2000        |
| WV6 | White Story (ホワイトストーリー Howaito Sutōrī) | Ngày 22 tháng 12 năm 2000        |
| H1  | Takeshi! Cứu lấy hội quán Nibi! (タケシ！ニビジムをすくえ! Takeshi! Nibi Jimu wo Sukue!) | Ngày 3 tháng 12 năm 2002         |
| H2  | Trận phục thù ở hội quán Hanada! (ハナダジムのリベンジマッチ! Hanada Jimu no Ribenji Matchi!) | Ngày 10 tháng 12 năm 2002        |
| H3  | Cố lên! Đội hỏa tiễn hướng về phía trước! (がんばれ！前向きロケット団 Ganbare! Maemuki Roketto-dan!) | Ngày 17 tháng 12 năm 2002        |
| H4  | Trận đại chiến ở viện nghiên cứu Okido (オーキド邸だいけっせん!! Ōkido-yashiki Daikessen!) | Ngày 14 tháng 1 năm 2003         |
| H5  | Kasumi! Lấy lại huy hiệu xanh lam! (カスミ！ブルーバッジをゲットせよ! Kasumi! Burū Bajji o Getto se yo!) | Ngày 25 tháng 2 năm 2003         |
| H8  | Pokemon điều tra! Tìm kiếm tiến sĩ Okido!! (ポケモン捜査網！オーキド博士をさがせ!! Pokémon Sōsa! Ōkido-hakase o Sagase!!)                                                                                       | Ngày 8 tháng 4 năm 2003          |
| H11 | Kasumi một người cứng rắn! Hay một kẻ liều lĩnh!? (カスミ真剣勝負！命かけます!? Kasumi Shinken Shōbu! Inochi Kakemasu!?)                                                                                        | Ngày 2 tháng 9 năm 2003          |
| H13 | Một câu chuyện về Celebi! (もうひとつのセレビィ伝説 Mō Hitotsu no Serebī Densetsu) | Ngày 7 tháng 10 năm 2003         |
| H12 | Đội hỏa tiễn: Nguồn gốc của tình yêu và tuổi trẻ! (ロケット団 愛と青春の原点 Roketto-dan Ai to Seishun no Genten)                                                                                               | Ngày 30 tháng 9 năm 2003         |
| H14 | Thị trấn Masara, Hành trình của các nhà huấn luyện Pokémon (マサラタウン、ポケモントレーナーの旅立ち Masara Taun, Pokémon Torēnā no Tabidachi!)                                                                 | Ngày 14 tháng 10 năm 2003        |
| H15 | Nhà nghiên cứu Pokémon Shigeru và hồi sinh loài Ptera! (ポケモン研究者シゲルと復活のプテラ Pokémon Kenkyūsha Shigeru to Fukkatsu no Putera)                                                                     | Ngày 16 tháng 3 năm 2004         |
| H16 | Kasumi cùng Lovecus! Trận chiến tình yêu! (カスミとラブカス！ラブバトル! Kasumi to Rabukasu! Rabu Batoru!) | Ngày 14 tháng 9 năm 2004         |
| H17 | Nanako và Lizardon! Đốt lên ngọn lửa nhiệt huyết! (ナナコとリザードン！炎の猛特訓! Nanako to Rizādon! Honō no Mōtokkun!)                                                                                        | Ngày 21 tháng 9 năm 2004         |
| H18 | Truyền thuyết trên bầu trời – Hiroshi và Fire!! (天駆ける伝説 ヒロシとファイヤー! Amakakeru Densetsu Hiroshi to Faiyā!)                                                                                         | Ngày 28 tháng 9 năm 2004         |
| H6  | The Millennium Town Encounter! (出会いのミレニアムタウン Deai no Mireniamu Taun) | Ngày 14 tháng 9 năm 2005         |
| H10 | Thám tử vụng về Nyasu hành động! – Có phải Ruriri là kẻ gieo rắc tai họa? (迷探偵ニャース参上！- メイッコルリリは大迷惑? Meikko Ruriri wa Daimeiwaku?)                                                          | Ngày 14 tháng 9 năm 2005         |
| WV7 | We're The Pichu Brothers: Balloon Disturbance (ぼくたちピチューブラザーズ·風船騒動 Bokutachi Pichū Burazāzu – Fūsen Sōdō)                                                                                       | Ngày 22 tháng 12 năm 2000        |
| H9  | Calling Great Detective Nyarth (迷探偵ニャース参上! Meitantei Nyāsu Sanjō!) | 17 tháng 6 năm 2003              |
| H7  | Hội ngộ tại thành phố thiên niên kỉ – Làm thêm ngoài giờ, kẻ thất nghiệp Nyasu!? (アルバイトはたいへんニャース!? Arubaito wa Taihen Nyāsu!?)                                                                    | 17 tháng 6 năm 2003              |
| WV1 | Let's Play at Christmas! (クリスマスであそぼ! Kurisumasu de Asobo!) | Ngày 22 tháng 12 năm 1998        |
| WV2 | Let's Play in the Snow! (雪であそぼ! Yuki de Asobo!) | Ngày 22 tháng 12 năm 1998        |
| WV3 | Let's Play in the Ice (こおりであそぼう Kōri de Asobō) | Ngày 22 tháng 12 năm 1999        |
| WV4 | Christmas Night (クリスマスの夜 Kurisumasu no Yoru) | Ngày 22 tháng 12 năm 1999        |
| –   | Hikari – Chuẩn bị cho chuyến hành trình mới! (ヒカリ・新たなる旅立ち！ Hikari – Aratanaru Tabidachi!) | Ngày 3 tháng 2 năm 2011          |
| –   | Hội quán Nibi – Cơn khủng hoảng chưa từng có! (ニビジム・史上最大の危機！ Nibi Jimu – Shijō Saidai no Kiki!) | Ngày 3 tháng 2 năm 2011          |
| –   | Myūtsū: The Prologue to its Awakening (ミュウツー ～覚醒への序章（プロローグ）～ Myūtsū ~Kakusei e no Purorōgu~)                                                                                                | Ngày 11 tháng 7 năm 2013         |
| –   | "Dento và Takeshi! Cơn thịnh nộ của Gyarados!!" (デントとタケシ！ギャラドスのげきりん！！ Dento to Takeshi! Gyaradosu no Gekirin!!)                                                                             | Ngày 3 tháng 10 năm 2013         |
| –   | "Iris và Ibuki! Con đường trở thành chuyên gia về rồng!!" (アイリスVSイブキ！ドラゴンマスターへの道！！ Airisu Bui Esu Ibuki! Doragon Masutā e no Michi!!)                                                      | 27 tháng 3 năm 2014              |
| –   | "Sức mạnh tối thượng của tiến hóa Mega I" (最強メガシンカ～ActⅠ～ Saikyō Mega Shinka ~Act I~) | Ngày 3 tháng 4 năm 2014          |
| –   | "Sức mạnh tối thượng của tiến hóa Mega II" (最強メガシンカ～Act Ⅱ～ Saikyō Mega Shinka ~Act II~) | Ngày 6 tháng 11 năm 2014         |
| –   | "Sức mạnh tối thượng của tiến hóa Mega III"" (最強メガシンカ～Act Ⅲ～ Saikyō Mega Shinka ~Act III~) | Ngày 19 tháng 3 năm 2015         |
| –   | The Minidjinni of the Word "Appear!": Hoopa (おでまし小魔神フーパ O Demashi ko Majin Fūpa) | Ngày 19 tháng 6 năm 2015         |
| –   | "Sức mạnh tối thượng của tiến hóa Mega IV" (最強メガシンカ～Act IV～ Saikyō Mega Shinka ~Act IV~) | 29 tháng 10 năm 2015             |
| –   | "Truyền thuyết về XYZ" (ＸＹＺの伝説！ XYZ no densetsu!) | Ngày 3 tháng 11 năm 2016         |
| –   | "Hai người mạnh nhất! Shitoron và Dento!!" (最強の二人！シトロンとデント！！ Saikyō no futari! Citron to Dent!!)                                                                                                | Ngày 10 tháng 11 năm 2016        |

## Tranh cãi

### Cấm phát sóng trên thời gian vàng ở Trung Quốc
Vào ngày 1 tháng 9 năm 2006, Trung Quốc đã cấm loạt phim phát sóng vào thời gian vàng (từ 17:00 đến 20:00), cũng như loạt phim hoạt hình phương Tây như The Simpsons, để bảo vệ các hãng phim hoạt hình đang gặp khó khăn của họ. Lệnh cấm sau đó được kéo dài thêm một giờ.

### Những tập không được hoặc hoãn phát sóng

Satoshi, Kasumi, Takeshi và Pikachu cưỡi trên lưng Porigon trong không gian ảo. Thuộc tập 38 của hoạt hình Pokémon đã bị cấm phát sóng trên toàn thế giới.

Trong số hơn 1000 tập đã được phát sóng trong số này, vì nhiều lí do, mà một số tập phim không được ra mắt hay phát sóng ở Nhật Bản cũng như bị cấm phát tại một số khu vực, quốc gia và vùng lãnh thổ. Tập phim bị cấm gây hại nhất là tập 38 "Dennō Senshi Porigon" (Nhật: でんのうせんしポリゴン? tạm dịch: "Chiến binh Máy tính Porigon", hay "Chiến binh Điện tử Porigon") mà khi được phát sóng vào tối ngày 16 tháng 12 năm 1997 trên 37 kênh truyền hình và được khoảng 4,6 triệu hộ gia đình theo dõi đã gây ra động kinh cho 685 người buộc phải vào bệnh viện vì tập phim có hiệu ứng chớp sáng đỏ xanh liên tục, được cho là nguyên nhân khiến gây ra động kinh cho người xem. Sau vụ việc đó tập phim không được phát sóng toàn thế giới nhưng vẫn được nhắc lại trong một số cảnh phim ở các tập sau này.
Ngoài ra có một số tập đã bị hoãn phát sóng và không được phát sau đó, hoặc được phát trở lại sau đó như:
- "Trận chiến đảo Quakes! Dojoach vs Namazun !!" (Tập 377) không phát do lúc gần phát sóng vụ trận động đất Chuetsu (中越地震, Chuetsu jishin) xảy ra ở tỉnh Niigata, Nhật Bản, lúc 17:56 giờ địa phương (08:56 UTC) vào Thứ 7, 23 Tháng 10, 2004. Khiến 68 người chết, 4.805 người bị thương
- "Băng Hoả Tiễn vs Đội Plasma!" (Tập 682 & 683) được hoãn lại do nội dung của các tập phim trong đó Thành phố Castelia bị phá hủy, không phù hợp với cảnh đau thương do trận động đất và sóng thần Tōhoku 2011 gây ra. Các cảnh trong 2 tập này dự kiến được dùng lại ở các tập sau này, nhưng đã không được dùng hay nhấc đến bất kì thông tin gì về nội dung hay thành phố bị phá hủy.[34]
- Pikachu Short: Pikachu & Pichu (Nhật:ピチューとピカチュウ) chưa bao giờ được phát hành trên video, hoặc phát sóng trên TV từ năm 2009 sau khi Noriko Sakai bị bắt vì tàng trữ ma túy
- "Hang động băng đá!" (Tập 252)  không phát sóng vì sự xuất hiện của Pokémon hình người Rougela (Jynx) gây tranh cãi về vấn đề ngoại hình.[35]

### Phản đối việc Satoshi không vô địch Giải Liên Minh Kalos
Vào ngày 18 tháng 8 năm 2016, một tập của phần phim Pokémon XYZ là tập 932: "Karosurīgu yūshō! Satoshi chōjō kessen" (カロスリーグ優勝！サトシ頂上決戦 tạm dịch "Vô địch giải Liên Minh Kalos! Trận chiến tuyệt vời nhất của Satoshi!!") phải đối mặt với những lời chỉ trích từ người hâm mộ khi Satoshi không thể giành được chức vô địch ở Giải Liên Minh Kalos do thua trong trận đấu chung kết với Alan. Người hâm mộ đặc biệt chỉ trích tập phim do đoạn giới thiệu tập phim (trailer) gây hiểu lầm cho rằng Satoshi sẽ thắng trận chiến và cũng vì Satoshi đã thua tất cả các giải đấu Pokémon trong các mùa giải trước. Người hâm mộ cũng không thích kết quả này vì họ tin rằng Gekkouga của Satoshi có nhiều lợi thế hơn so với Lizardon của Alan, bao gồm cả việc Pokémon hệ nước có khả năng đánh bại các Pokémon hệ lửa một cách nghiêm trọng, và sự kết hợp của Satoshi với Gekkouga (hay còn gọi là Satoshi-Gekkouga) hiếm hoi được cho là mạnh hơn nhiều so với Tiến hóa Mega thông thường (hình thái lúc này được gọi là Bond Phenomenon). Một số họa sĩ hoạt hình của bộ truyện cũng bày tỏ sự thất vọng rằng Satoshi đã mất cơ hội. Video tải lên YouTube của TV Tokyo về đoạn giới thiệu của tập tiếp theo đã nhận được vô số sự không thích do kết quả. Trên IMDb, tập phim trở thành một trong những tập được đánh giá thấp nhất trong toàn bộ anime. Trên trang Change.org đã có kiến nghị yêu cầu một kết thúc thay thế được tạo ra trong đó Satoshi chiến thắng nhận được hơn 3.900 chữ ký.